# Oxelösund (stad)
Oxelösund is de hoofdstad van de gemeente Oxelösund in het landschap Södermanland en de provincie Södermanlands län in Zweden. De plaats heeft 10.843 inwoners (2005) en een oppervlakte van 1126 hectare.

## Verkeer en vervoer
Bij de plaats loopt de Riksväg 53.
De plaats heeft een station aan de spoorlijn Sala–Oxelösund.

## Geboren
- Ralf Åkesson (1961), schaker
- Karolina Arevång Højsgaard (1971), orientatieloopster

## Galerij

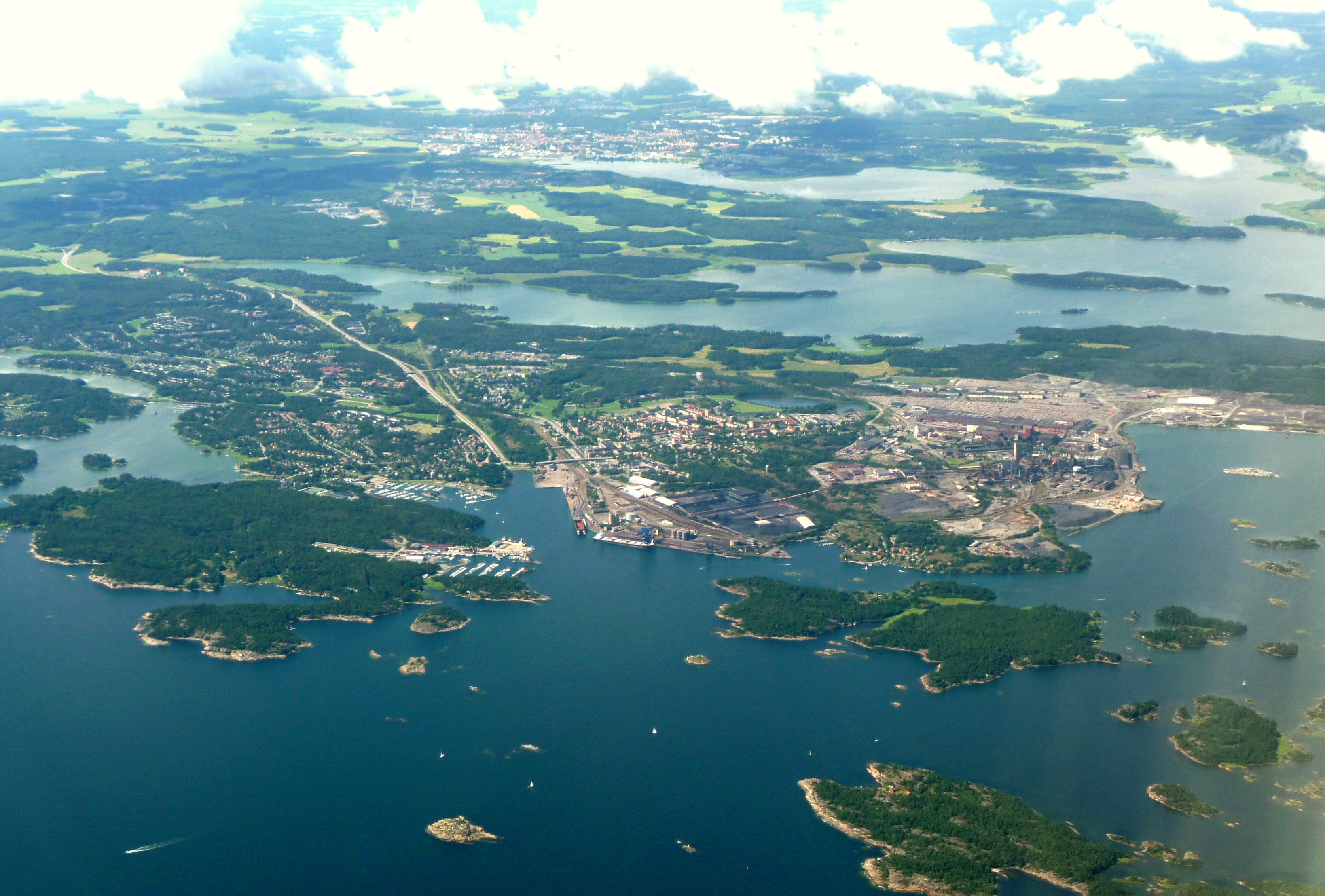
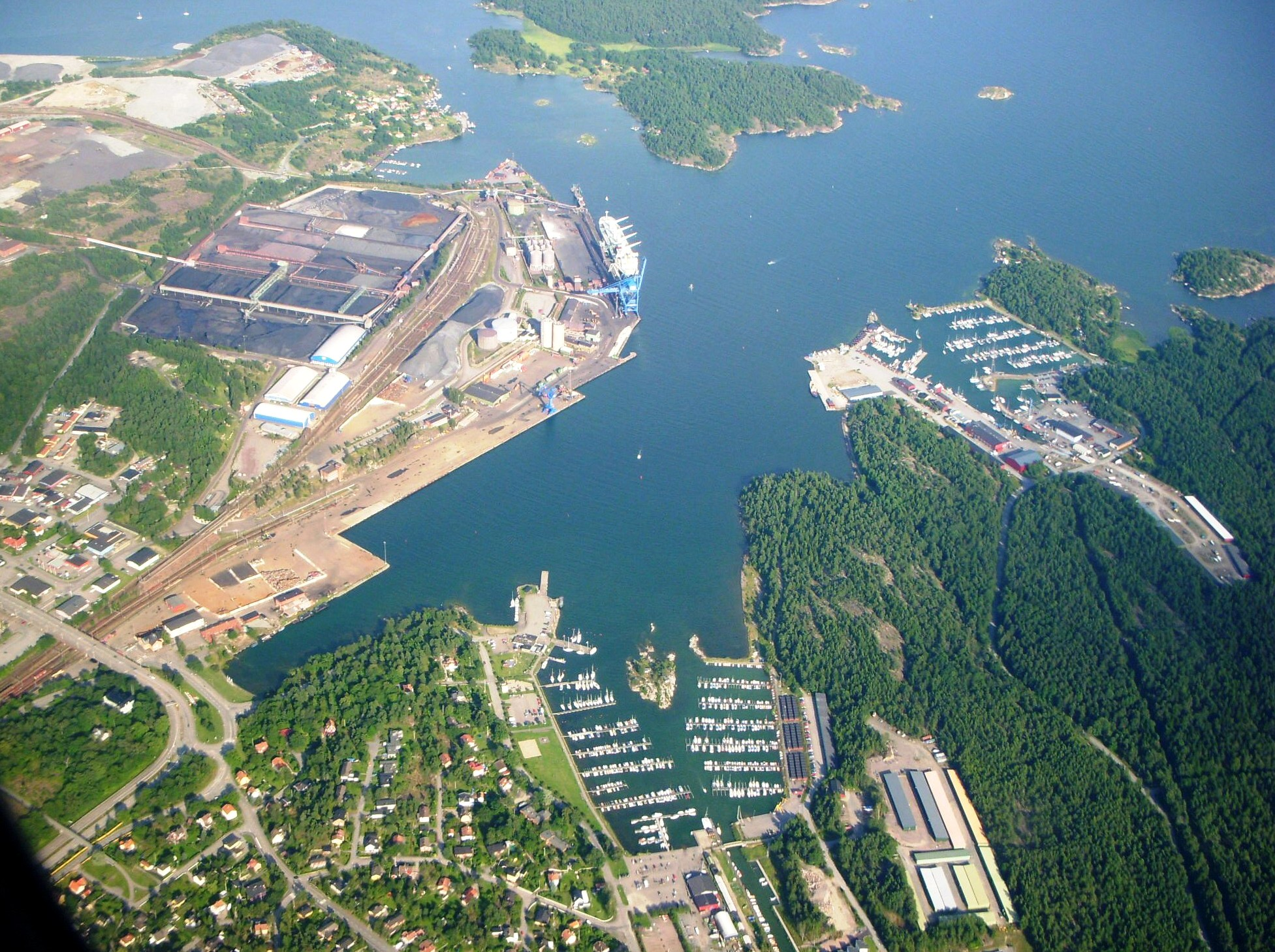
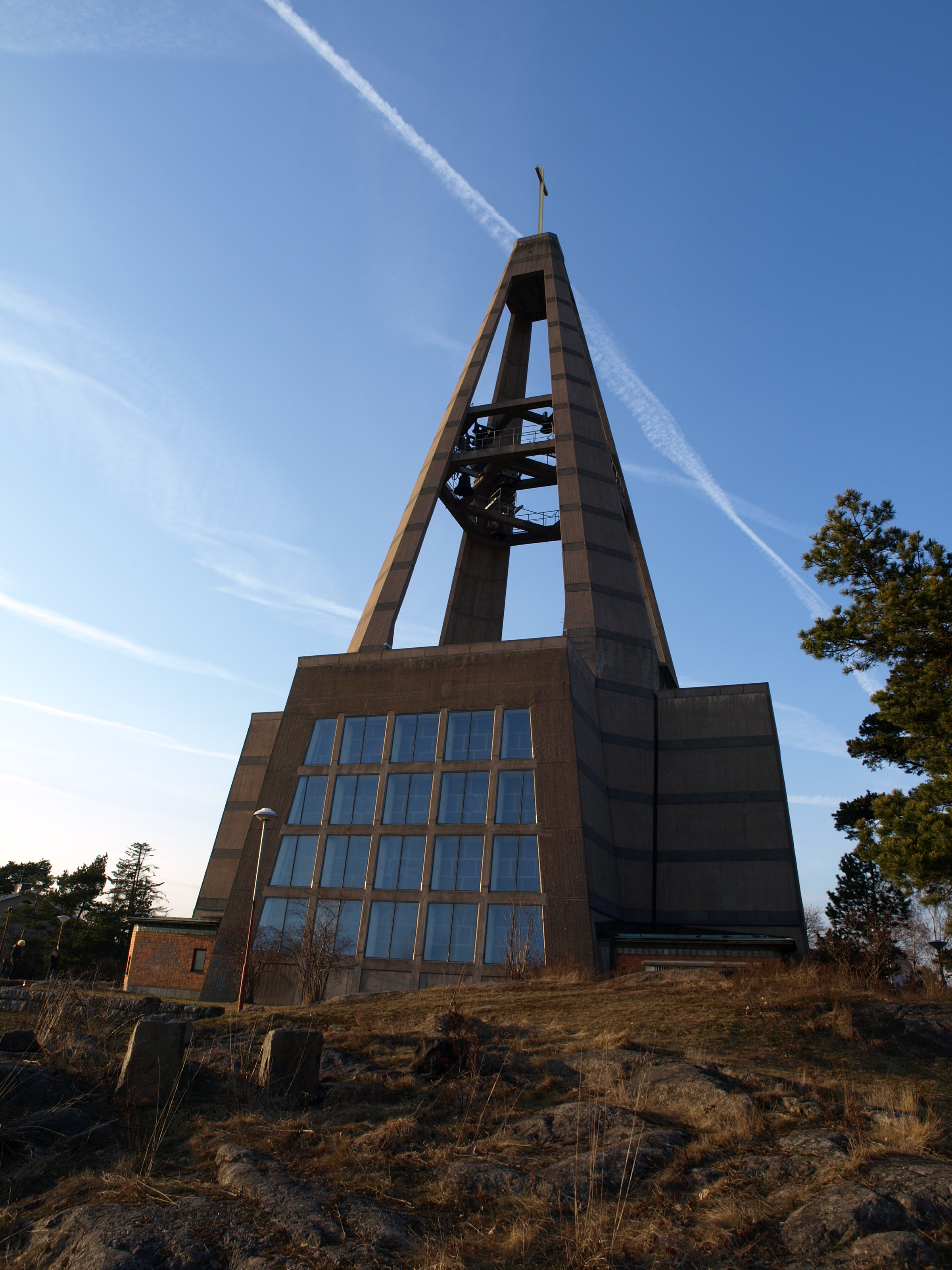
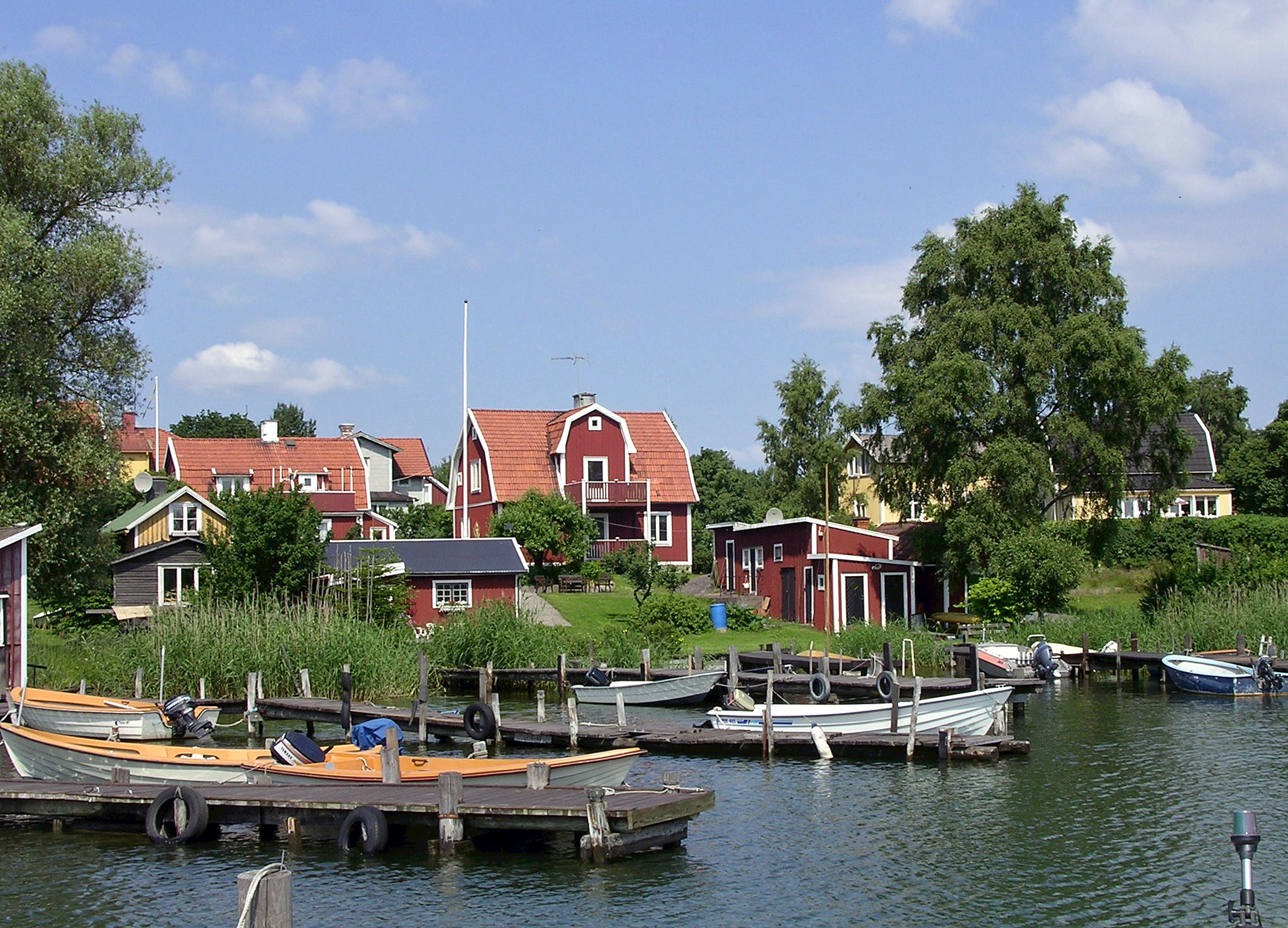